# ابرسرمایش

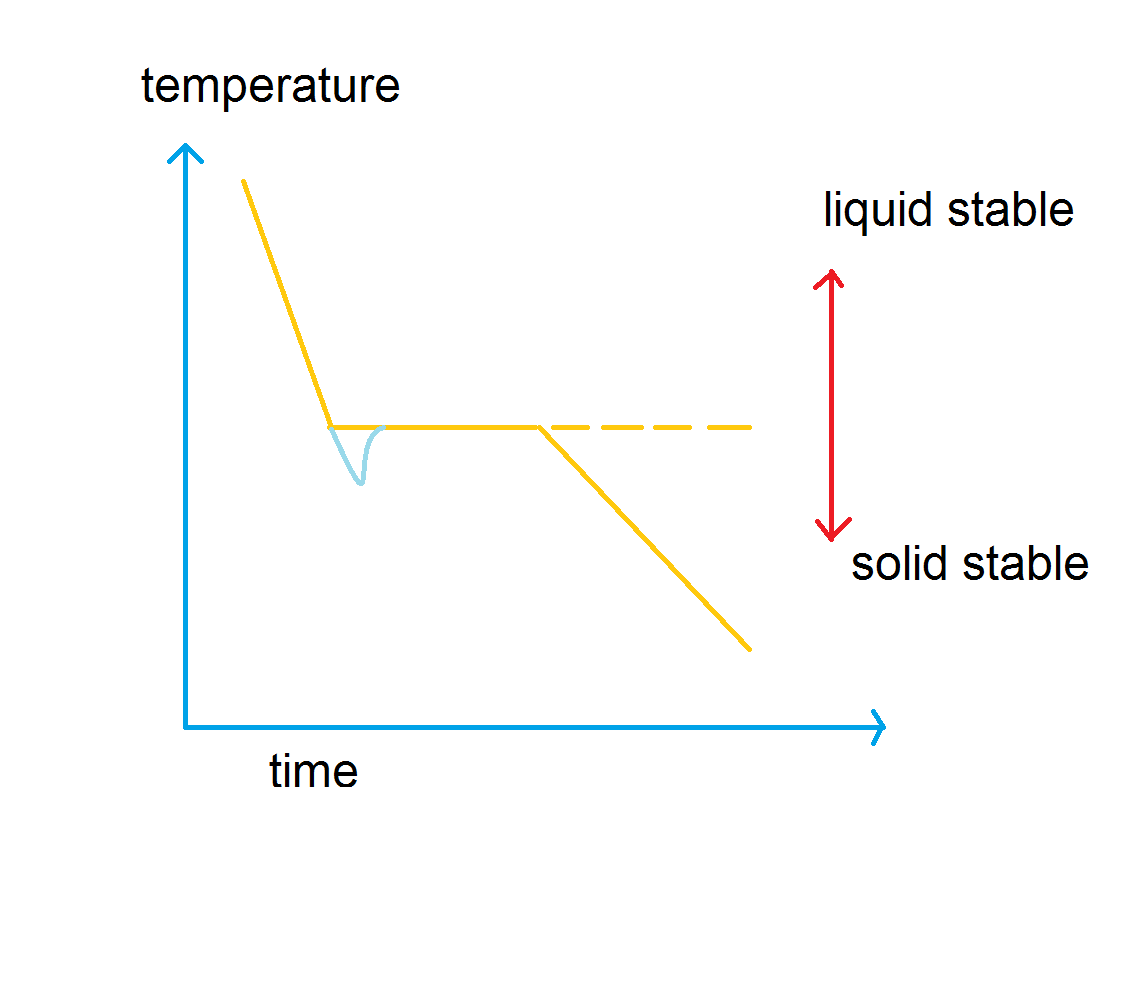
فراسرمایش.

اَبَرسرمایش یا فراسَرمایش (به انگلیسی: Supercooling) فرایندی است که در آن مایعات، طی سرد شدن سریع، بدون هسته‌زایی به دمایی پایین‌تر از نقطه انجماد معمولی خود می‌رسند، بدون اینکه منجمد شوند.
مایع فراسرد حالتی خاص  دارد و با اضافه کردن مقدار بسیار کمی از جامد یا در صورت تشکیل یک بلور کوچک بر جداره ظرف محتوی آن، بی‌درنگ شروع به انجماد می‌کند. انرژی گرمایی آزاد شده در این فرایند انجماد، دمای مخلوط مایع و جامد را بالا می‌برد و حداکثر به دمای انجماد معمولی می‌رساند.
به عبارتی، فراسرمایش اختلاف دمای بین دمای شروع انجماد و دمای انجماد تئوریک است. مذاب فلزات در حالت خالص در حین انجماد نیاز به فراسرمایش بالایی دارد. مهم‌ترین مثال فرایند فراسرمایش، آب است.